# 越智今治農業協同組合
越智今治農業協同組合（おちいまばりのうぎょうきょうどうくみあい）は、愛媛県今治市に本所を置く農業協同組合である。略称はJAおちいまばり。今治市（立花地区は今治立花農業協同組合）と越智郡上島町を管理区域としている。
1997年に今治市･越智郡の14農協（今治南･今治市･玉川町･波方町･大西町･菊間町･吉海町･宮窪町･伯方町･弓削･岩城村･愛媛上浦･大三島町･関前村）が合併し、発足した。

## 沿革
- 1997年
  - 4月 - 今治市、越智郡内の14農協が統合し「越智今治農業協同組合」が誕生。
  - 10月 - 越智園芸連包括承継。JAおちいまばり旅行センターが開業。
- 1998年10月 - JAおちいまばり葬祭センターが営業開始。
- 1999年
  - 3月 - 助け合い組織「太陽の会」発足。
  - 11月 - 第一回おちいまばり農業まつりを開催。
- 2000年
  - 2月 - 介護保険制度の居宅サービス事業者指定。
  - 4月 - ホームヘルパーサービス事業開始。
  - 10月 - 高齢者向け配食サービス（行政より受託）を開始。
- 2001年
  - 8月 - ライスセンターが落成。
  - 9月 - しまなみ共選が落成。
- 2002年10月 - くるしま共選が落成。
- 2007年4月 - 日本最大級の直売所であるさいさいきて屋がオープン。
- 2009年8月 - みなみ信州農業協同組合（JAみなみ信州）と姉妹JA協定を締結[2]。
- 2012年
  - 8月 - 農業生産法人「株式会社ファーム咲創」を設立。
  - 12月 - 仙台農業協同組合（JA仙台）と姉妹JA協定を締結[3]。
- 2013年4月 - 高齢化･人手不足に悩む果樹農家の作業を職員が手伝う「心耕隊」を結成[4]。
- 2014年4月 - さいさいきて屋で、島しょ部の買い物弱者向けの「ネットスーパー」を開始[5]。
- 2016年
  - 3月 - 下朝倉支店をリニューアルした複合施設「彩咲あさくら」がオープン[6]。
  - 4月 - イオンモール今治新都市に食と農の店舗「SAI&Co．（サイコー）」をオープン[7]。
- 2017年
  - 3月-秋田おばこ農業協同組合（JA秋田おばこ）と友好JA協定を締結
  - 12月-加賀農業協同組合（JA加賀）と姉妹JA協定を締結
- 2022年3月 - 馬越支店、上朝倉支店、喜田村支店、波方支店、小部支店、亀岡支店、北浦支店、岡山支店、関前支店を近隣店舗に統合[8]。
- 2024年3月 - 日吉支店と近見支店を統合し、今治支店に名称変更[9]。宮窪支店を近隣店舗に統合[9]。新本店・今治支店が竣工。

## 拠点

### 本店
- 本店 - 愛媛県今治市北宝来町1-1-5
- 営農経済事業本部 - 愛媛県今治市阿方甲246-1

### 支店
- 朝倉支店
- 今治支店
- 岩城支店
- 大島支店
- 大西支店
- 大三島支店
- 上浦支店
- 菊間支店
- 桜井支店
- 清水支店
- 玉川支店

- 富田支店
- 波方町支店
- 乃万支店
- 伯方支店
- 波止浜支店
- 日高支店
- 弓削支店
- ファイナンシャルセンター夢見館

## 管内主要生産品目
- アスパラガス
- イチゴ
- 伊予柑
- 柑橘類
- キウイ
- キュウリ
- スイカ
- 玉ねぎ
- トマト
- ナス
- ジャガイモ
- ブロッコリー
- レタス
- 生しいたけ

## 子会社
- ジェイエイ越智今治（葬儀･GS･スーパーマーケット事業等）
- 農業生産法人株式会社ファーム咲創（SAKUZO）